# Солнечный максимум
Солнечный максимум — период наибольшей солнечной активности в солнечном цикле. Во время солнечного максимума наблюдается наибольшее количество солнечных пятен на его поверхности.
Во время максимума солнечной активности солнечные пятна опускаются на ниже широты и располагаются ближе к солнечному экватору. При этом нередко силовые магнитные линии от солнечных пятен, расположенных по обе стороны экватора, замыкаются между собой. Замыкание линий происходит только между пятном с северной полярностью и пятном с южной полярностью. Вследствие большого количества пятен и дифференциального вращения Солнца, у которого при-полюсные области вращаются медленнее экватора, магнитные линии в области экватора становятся достаточно запутанными.
Солнечный цикл длится в среднем около 11,2 года и переходит от одного солнечного максимума к другому с необходимыми изменениями продолжительностью от 9 до 14 лет для любого данного солнечного цикла.

## Исторические максимумы
Последний солнечный максимум был 2000 года. Следующего солнечного максимума по прогнозам следует ожидать где-то между январем и маем 2013 года.
Ненадежность солнечных максимумов демонстрируется в том, что НАСА раньше предусматривала солнечный максимум на 2010/2011 годы. Ещё раньше, 10 марта 2006 года, исследователи НАСА объявили, что следующий солнечный максимум будет самым сильным с исторического максимума 1959 года, во время которого можно было наблюдать полярное сияние, как далеко на юг, так и к северу от экватора.